# 弗雷斯诺夜行者
弗雷斯诺夜行者（英語：Fresno nightcrawler），也称弗雷斯诺外星人（Fresno aliens）是指在美国加利福尼亚州弗雷斯诺县弗雷斯诺出现的疑似外星人，该生物之后还在约塞米蒂国家公园出现过。

## 历史
弗雷斯诺夜行者首次被记录的时间并不确切，但有报道称首次记录来自20世纪90年代加利福尼亚州弗雷斯诺一座住宅闭路电视所拍摄的影像，这段影像中呈现两个白色、没有手臂类似火柴人的不明生物。2011年3月，约塞米蒂国家公园的闭路电视也记录了类似的影像，两个没有手臂的白色人形生物行走在公园小径中。超自然调查者迈克尔·班提（Michael Banti）认为，网络流传的一些弗雷斯诺夜行者影像可能是骗局。

## 另请参见
- 外星生命
- 神秘生物列表